# Milenka panovníka

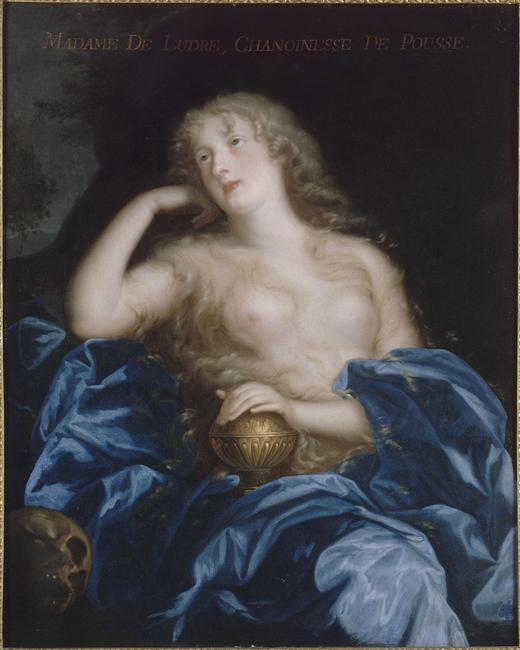
Isabelle de Ludres, milenka Ludvíka XIV.

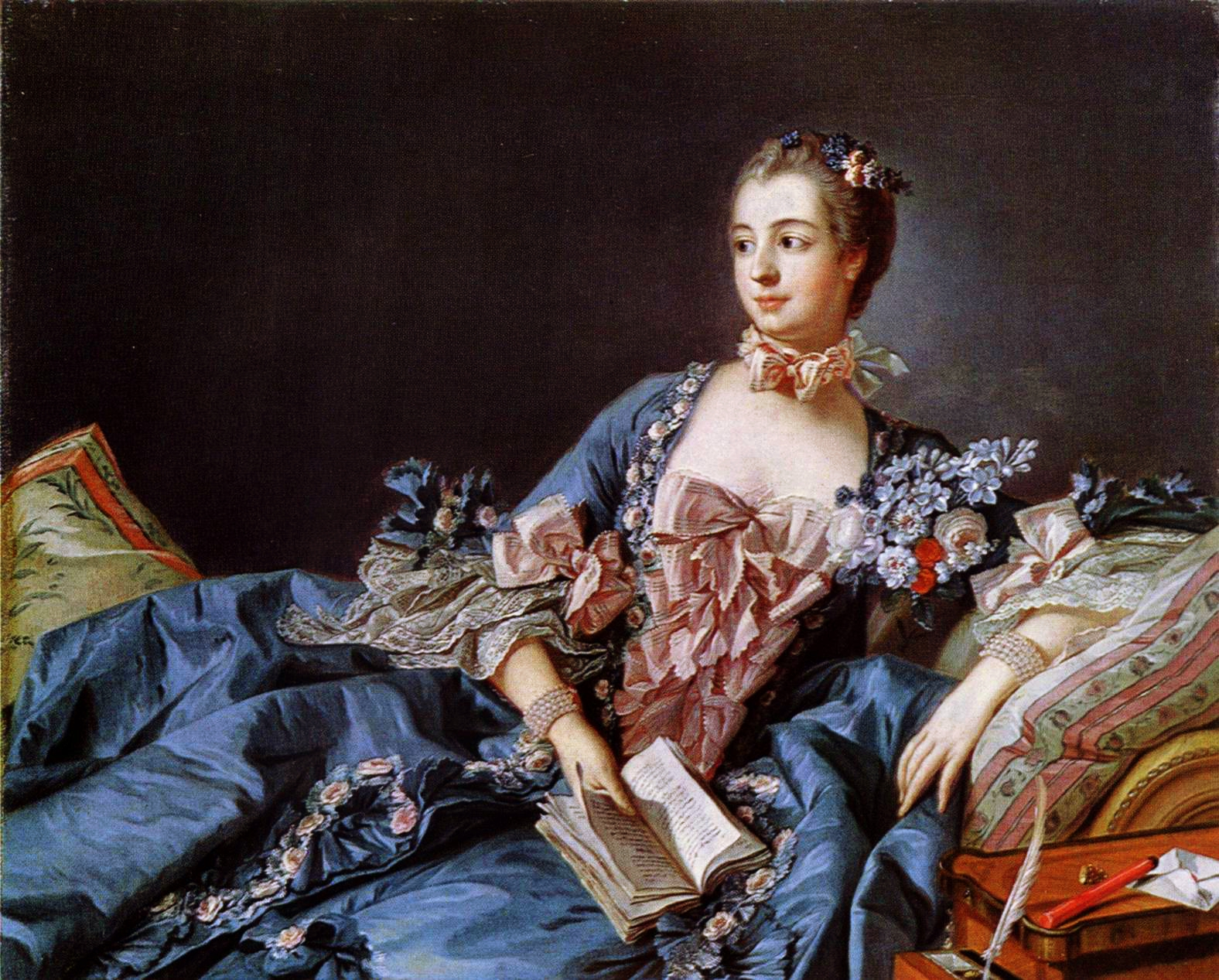
Madame de Pompadour, François Boucher cca 1750

Milenka panovníka je historická pozice ve vztahu panovníka a jeho metresy (dlouhodobé sexuální partnerky). Některé z nich měly pozoruhodnou moc a byly mezi poddanými oblíbenější než legitimní královny. Důvod vzniku milostných afér panovníků je především v tom, že královské sňatky byly uzavírány v naprosté většině z politických důvodů či kvůli dynastickým zájmům. Ohledy na osobní panovníkovy preference při výběru partnerky hrály jen minimální roli.

## Charakteristika
Králové měli milenky i ve zbožném středověku a jejich manželky je obvykle trpěly u dvora. Pozice královy milenky byla vlastně stále v ohrožení, protože u dvora se vyskytoval nespočet dívek a žen, které mohly zaujmout panovníkovu pozornost. Často se pak spekulovalo o tom, jestli nová milenka zaujme pozici té současné natrvalo, nebo je jen krátkodobým rozmarem. Největším umem královské metresy tak bylo stále panovníka umět bavit (v jejich vztahu často nešlo pouze o sexuální stránku) a nezadat mu důvod k nespokojenosti.
Pro milenku panovníka se často užíval i termín favoritka, přestože toto označení se mohlo vztahovat i k jiným oblíbeným dámám královského dvora, bez toho, aby v jejich vztahu k panovníkovi hrál roli sexuální element.
V evropské historii nebyly děti královských metres obvykle zahrnovány do nástupnické linie, s občasnou výjimkou uzavření tajného sňatku.
První historicky doloženou milenkou českého panovníka je Anežka z Kuenringu, matka nemanželských dětí Přemysla Otakara II. Neznamená to, že Přemyslovi předchůdci milenky neměli, Anežka je pouze první, jejíž jméno zaznamenaly písemné prameny.

## Anglie
- Adéla Francouzská (1160)
- Ealdgyth Swan-neck
- Alice Perrersová
- Rosamunda Cliffordová
- Jane Shoreová
- Marie Boleynová
- Alžběta Blountová
- Barbara Palmerová, hraběnka z Castlemaine a vévodkyně z Clevelandu
- Louise de Keroual
- Moll Davis

## Belgie
- Caroline Bauerová (1807–1877) a Arcadie Claretová (1826–1897), milenky Leopolda I.
- Caroline Lacroixová (1883–1948), milenka Leopolda II.
- Sybille de Selys Longchamps (* 1941), milenka Alberta II.

## Francie
- Diana de Poitiers
- Marie Boleynová
- Madame de Pompadour
- Madame du Barry
- Madame de Montespan
- Louise de La Vallière
- Madame de Maintenon
- Agnès Sorel
- Harriet Howardová
- Maria Walewská
- Gabrielle d'Estrées

## Itálie
- Rotruda z Pávie († 945), milenka Huga Italského
- Isabella Boschetti (1502), milenka Federica II. Gonzagy, vévody z Mantovy
- Claudia Colla († 1611), milenka Ranuccia I. Farnese, vévody z Parmy

### Ferrara
- Stella de' Tolomei († 1419), milenka Niccola III. d'Este, markýze z Ferrary
- Laura Dianti († 1573), milenka Alfonse I. d'Este, vévody z Ferrary

### Milán
- Agnese del Maino (1411–1465), milenka vévody Filippa Maria Viscontiho
- Giovanna d'Acquapendente, milenka vévody Francesca I. Sforzy

### Neapol
- Lucrezia d'Alagno (1430–1479), milenka Alfonse V. Aragonského
- Trogia Gazzella (1460–1511), milenka Alfonse II. Neapolského

### Florencie
- Lucrezia Donati (1447–1501), milenka Lorenza de' Medici
- Fioretta Gorini (1453–1478), milenka Giuliana de' Medici
- Taddea Malaspina (1505–1559), milenka Alessandra de' Medici, vévody florentského
- Bianca Cappello (1548–1587), milenka a později manželka Francesca I. de' Medici, velkovévody toskánského

### Savojsko
- Jeanne Baptiste d'Albert de Luynes (1670–1736), milenka Viktora Amadea II.
- Anna Canalis di Cumiana (1680–1769), milenka a později manželka Viktora Amadea II.
- Laura Bon (1825–1904), milenka Viktora Emanuela II.
- Rosa Vercellana (1833–1885), milenka a později manželka Viktora Emanuela II.
- Eugenia Attendolo Bolognini (1837–1914), milenka Umberta I. Italského

## Rusko
- Anna Mons
- Anna Lopuchinová
- Maria Naryškina

## Španělsko
- Aldonza Ruiz de Ivorra (1454–1513), milenka Ferdinanda II. Aragonského
- Isabel Osoriová (1522–1589) a Eufrasia de Guzmán (působení 1592), milenky Filipa II.
- María Calderónová (1605–1678) a María Manriqueová, milenky Filipa IV.
- María del Pilar Acedo y Sarriá (1784–1869), milenka Josefa Bonaparta
- Elena Sanzová (1844–1898), milenka Alfonse XII.
- Carmen Ruizová Moragasová (1898–1936), milenka Alfonse XIII.
- Bárbara Reyová (* 1950) a Corinna zu Sayn-Wittgenstein-Sayn (* 1964), milenky Juana Carlose I.

### Kastilie a León
- Jimena Muñoz († 1128), milenka Alfonse VI. Leónského a Kastilského
- Gontrodo Pérez (1105–1186), milenka Alfonse VII. Leónského a Kastilského
- Rahel la Fermosa (1165–1195), milenka Alfonse VIII. Kastilského
- Urraca López de Haro (1160–1230), milenka a pozdější manželka Ferdinanda II. Leónského
- Aldonza Martínez de Silva († 1236), milenka Alfonse IX. Leónského
- Mayor Guillén de Guzmán (1205–1262), milenka Alfonse X. Kastilského
- Eleonora z Guzmánu (1310–1351), milenka Alfonse XI. Kastilského
- Marie z Padilly (1334–1361), milenka a posmrtná manželka Petra Kastilského